# Malaysian Open
L'Obert de Malàisia, oficialment conegut com a Malaysian Open, fou una competició tennística professional que es disputa anualment sobre pista dura al Kuala Lumpur Golf & Country Club de Kuala Lumpur, Malàisia. Pertany als International Tournaments del circuit WTA femení. El torneig es va crear l'any 2010.
Les primeres tres edicions es van disputar en el Bukit Kiara Equestrian & Country Resort de la mateixa ciutat. Inicialment fou conegut com a BMW Malaysian Open i llavors ALYA WTA Malaysian Open (2017). L'edició de 2018 es va cancel·lar.

## Palmarès

### Individual femení
| Any  | Campiona           | Finalista             | Resultat                 |
| ---- | ------------------ | --------------------- | ------------------------ |
| 2017 | Ashleigh Barty     | Nao Hibino            | 6−3, 6−2                 |
| 2016 | Elina Svitolina    | Eugenie Bouchard      | 6−7(5), 6−4, 7−5         |
| 2015 | Caroline Wozniacki | Alexandra Dulgheru    | 4−6, 6−2, 6−1            |
| 2014 | Donna Vekić        | Dominika Cibulková    | 5−6, 7−5, 7−6(4)         |
| 2013 | Karolína Plíšková  | Bethanie Mattek-Sands | 1−6, 7−5, 6−3            |
| 2012 | Hsieh Su-wei       | Petra Martić          | 2−6, 7−5, 4−1 i retirada |
| 2011 | Jelena Dokić       | Lucie Šafářová        | 2−6, 7−6(9), 6−4         |
| 2010 | Alissa Kleibànova  | Ielena Deméntieva     | 6−3, 6−2                 |

### Dobles femenins
| Any  | Campiones                             | Finalistes                            | Resultat                |
| ---- | ------------------------------------- | ------------------------------------- | ----------------------- |
| 2017 | Ashleigh Barty Casey Dellacqua        | Nicole Melichar Makoto Ninomiya       | 7−6(5), 6−3             |
| 2016 | Varatchaya Wongteanchai Yang Zhaoxuan | Liang Chen Wang Yafan                 | 4−6, 6−4, [10−7]        |
| 2015 | Liang Chen Wang Yafan                 | Iulia Bèihelzimer Olha Savtxuk        | 4−6, 6−3, [10−4]        |
| 2014 | Tímea Babos Chan Hao-ching            | Chan Yung-jan Zheng Saisai            | 6−3, 6−4                |
| 2013 | Shuko Aoyama Chang Kai-chen           | Janette Husárová Zhang Shuai          | 6−7(4), 7−6(4), [14−12] |
| 2012 | Chang Kai-chen Chuang Chia-jung       | Chan Hao-ching Rika Fujiwara          | 7−5, 6−4                |
| 2011 | Dinara Safina Galina Voskobóieva      | Noppawan Lertcheewakarn Jessica Moore | 7−5, 2−6, [10−5]        |
| 2010 | Chan Yung-jan Zheng Jie               | Anastassia Rodiónova Arina Rodiónova  | 6−7(4), 6−2, [10−7]     |